# Allognosta njombe
Allognosta njombe är en tvåvingeart som beskrevs av Norman E. Woodley 2000. Allognosta njombe ingår i släktet Allognosta och familjen vapenflugor. Inga underarter finns listade i Catalogue of Life.